# Finlandia na Letnich Igrzyskach Olimpijskich 1920
Finlandię na Letnich Igrzyskach Olimpijskich 1920 reprezentowało 63 zawodników: 62 mężczyzn i 1 kobieta.

## Zdobyte medale
| Medal  | Zawodnik                                                                           | Dyscyplina           | Konkurencja                                                     | Rezultat     |
| ------ | ---------------------------------------------------------------------------------- | -------------------- | --------------------------------------------------------------- | ------------ |
| Złoto  | Ludowika Jakobsson Walter Jakobsson                                                | Łyżwiarstwo figurowe | Pary                                                            | 80,75 pkt    |
| Złoto  | Paavo Nurmi                                                                        | Lekkoatletyka        | Bieg na 10 000 m mężczyzn                                       | 31:45,8      |
| Złoto  | Hannes Kolehmainen                                                                 | Lekkoatletyka        | Maraton mężczyzn                                                | 2:32:35,8    |
| Złoto  | Vilho Tuulos                                                                       | Lekkoatletyka        | Trójskok mężczyzn                                               | 14,50 m      |
| Złoto  | Ville Pörhölä                                                                      | Lekkoatletyka        | Pchnięcie kulą mężczyzn                                         | 14,81 m      |
| Złoto  | Elmer Niklander                                                                    | Lekkoatletyka        | Rzut dyskiem mężczyzn                                           | 44,68 m      |
| Złoto  | Jonni Myyrä                                                                        | Lekkoatletyka        | Rzut oszczepem mężczyzn                                         | 65,78 m      |
| Złoto  | Eero Lehtonen                                                                      | Lekkoatletyka        | Pięciobój mężczyzn                                              | 14 pkt       |
| Złoto  | Paavo Nurmi                                                                        | Lekkoatletyka        | Indywidualny bieg przełajowy mężczyzn                           | 27:15,0      |
| Złoto  | Paavo Nurmi Heikki Liimatainen Teodor Koskenniemi                                  | Lekkoatletyka        | Drużynowy bieg przełajowy mężczyzn                              | 10 pkt       |
| Złoto  | Oskari Friman                                                                      | Zapasy               | Waga do 60 kg w stylu klasycznym mężczyzn                       | [ 8 ] [ 9 ]  |
| Złoto  | Emil Väre                                                                          | Zapasy               | Waga do 67,5 kg w stylu klasycznym mężczyzn                     | [ 8 ] [ 9 ]  |
| Złoto  | Adolf Lindfors                                                                     | Zapasy               | Waga pow. 82,5 kg w stylu klasycznym mężczyzn                   | [ 8 ] [ 10 ] |
| Złoto  | Kalle Anttila                                                                      | Zapasy               | Waga do 67,5 kg w stylu wolnym mężczyzn                         | [ 8 ] [ 11 ] |
| Złoto  | Eino Leino                                                                         | Zapasy               | Waga do 75 kg w stylu wolnym mężczyzn                           | [ 8 ] [ 12 ] |
| Srebro | Yrjö Kolho Kalle Lappalainen Robert Tikkanen Nestori Toivonen Karl Magnus Wegelius | Strzelectwo          | Biegnący jeleń - 100 m - strzał pojedynczy - drużynowo mężczyzn | 159 pkt      |
| Srebro | Paavo Nurmi                                                                        | Lekkoatletyka        | Bieg na 5 000 m mężczyzn                                        | 15:00,0      |
| Srebro | Elmer Niklander                                                                    | Lekkoatletyka        | Pchnięcie kulą mężczyzn                                         | 14,155 m     |
| Srebro | Armas Taipale                                                                      | Lekkoatletyka        | Rzut dyskiem mężczyzn                                           | 44,19 m      |
| Srebro | Urho Peltonen                                                                      | Lekkoatletyka        | Rzut oszczepem mężczyzn                                         | 63,50 m      |
| Srebro | Heikki Kähkönen                                                                    | Zapasy               | Waga d0 60 kg w stylu klasycznym mężczyzn                       | [ 8 ] [ 9 ]  |
| Srebro | Taavi Tamminen                                                                     | Zapasy               | Waga do 67,5 kg w stylu klasycznym mężczyzn                     | [ 8 ] [ 9 ]  |
| Srebro | Arthur Lindfors                                                                    | Zapasy               | Waga do 75 kg w stylu klasycznym mężczyzn                       | [ 8 ] [ 14 ] |
| Srebro | Edil Rosenqvist                                                                    | Zapasy               | Waga do 82,5 kg w stylu klasycznym mężczyzn                     | [ 8 ] [ 14 ] |
| Srebro | Väinö Penttala                                                                     | Zapasy               | Waga do 75 kg w stylu wolnym mężczyzn                           | [ 8 ] [ 12 ] |
| Brąz   | Voitto Kolho Kalle Lappalainen Veli Nieminen Vilho Vauhkonen Karl Magnus Wegelius  | Strzelectwo          | Karabin wojskowy - 300 m - na leżąco - drużynowo mężczyzn       | 281 pkt      |
| Brąz   | Yrjö Kolho Robert Tikkanen Nestori Toivonen Vilho Vauhkonen Karl Magnus Wegelius   | Strzelectwo          | Biegnący jeleń - 100 m - strzał podwójny - drużynowo mężczyzn   | 284 pkt      |
| Brąz   | Arvo Aaltonen                                                                      | Pływanie             | 200 m stylem klasycznym mężczyzn                                | 3:12,2       |
| Brąz   | Arvo Aaltonen                                                                      | Pływanie             | 200 m stylem klasycznym mężczyzn                                | 6:48,0       |
| Brąz   | Pekka Johansson                                                                    | Lekkoatletyka        | Rzut oszczepem mężczyzn                                         | 63,09 m      |
| Brąz   | Heikki Liimatainen                                                                 | Lekkoatletyka        | Indywidualny bieg przełajowy mężczyzn                           | 27:37,4      |
| Brąz   | Hugo Lahtinen                                                                      | Lekkoatletyka        | Pięciobój mężczyzn                                              | 26 pkt       |
| Brąz   | Masa Perttilä                                                                      | Zapasy               | Waga do 75 kg w stylu klasycznym mężczyzn                       | [ 8 ] [ 14 ] |
| Brąz   | Martti Nieminen                                                                    | Zapasy               | Waga pow. 82,5 kg w stylu klasycznym mężczyzn                   | [ 8 ] [ 10 ] |

## Skład kadry

### Jeździectwo
| Konkurencja        | Zawodnik      | Koń  | 50 km  | 20 km  | Skoki | Razem   | Pozycja |
| ------------------ | ------------- | ---- | ------ | ------ | ----- | ------- | ------- |
| WKKW indywidualnie | Oskar Wilkman | Meno | 765,00 | 480,00 | 37,50 | 1282,50 | 17.     |

### Lekkoatletyka
Konkurencje biegowe
| Konkurencja               | Zawodnik                                          | Eliminacje | Eliminacje | Ćwierćfinał | Ćwierćfinał | Półfinał      | Półfinał      | Finał                 | Finał                 |
| Konkurencja               | Zawodnik                                          | Wynik      | Miejsce    | Wynik       | Miejsce     | Wynik         | Miejsce       | Wynik                 | Miejsce               |
| ------------------------- | ------------------------------------------------- | ---------- | ---------- | ----------- | ----------- | ------------- | ------------- | --------------------- | --------------------- |
| 400 m                     | Erik Wilén                                        | 51,1       | 2.         | 51,1        | 4.          | Nie awansował | Nie awansował | Nie awansował         | Nie awansował         |
| 5000 m                    | Teodor Koskenniemi                                |            |            |             |             | 15:22,0       | 3.            | 15:17,0               | 4.                    |
| 5000 m                    | Paavo Nurmi                                       |            |            |             |             | 15:33,0       | 2.            | 15:00,0               | srebro                |
| 5000 m                    | Ilmari Vesamaa                                    |            |            |             |             | 15:54,4       | 5.            | Nie awansował         | Nie awansował         |
| 10 000 m                  | Paavo Nurmi                                       |            |            |             |             | 33:46,3       | 2.            | 31:45,8               | złoto                 |
| 10 000 m                  | Heikki Liimatainen                                |            |            |             |             | 32:08,2       | 1.            | 32:28,0               | 7.                    |
| 3000 m z przeszkodami     | Oskari Rissanen                                   |            |            |             |             | 11:07,5       | 3.            | Nie stanął na starcie | Nie stanął na starcie |
| 3000 m z przeszkodami     | Ilmari Vesamaa                                    |            |            |             |             | 10:32,2       | 4.            | Nie awansował         | Nie awansował         |
| 400 m przez płotki        | Erik Wilén                                        |            |            | 58,4        | 2.          | b.d           | 5.            | Nie awansował         | Nie awansował         |
| 400 m przez płotki        | Julius Wickholm                                   |            |            | 57,9        | 3.          | Nie awansował | Nie awansował | Nie awansował         | Nie awansował         |
| maraton                   | Hannes Kolehmainen                                |            |            |             |             |               |               | 2:32:35,8             | złoto                 |
| maraton                   | Juho Tuomikoski                                   |            |            |             |             |               |               | 2:40:18,8             | 5.                    |
| maraton                   | Urho Tallgren                                     |            |            |             |             |               |               | 2:42:40,0             | 9.                    |
| maraton                   | Tatu Kolehmainen                                  |            |            |             |             |               |               | 2:44:02,3             | 10.                   |
| bieg przełajowy           | Paavo Nurmi                                       |            |            |             |             |               |               | 27:15,0               | złoto                 |
| bieg przełajowy           | Heikki Liimatainen                                |            |            |             |             |               |               | 27:37,0               | 3.                    |
| bieg przełajowy           | Teodor Koskenniemi                                |            |            |             |             |               |               | 27:57,2               | 6.                    |
| bieg przełajowy           | Ilmari Vesamaa                                    |            |            |             |             |               |               | b.d                   | 14.                   |
| bieg przełajowy           | Eino Rastas                                       |            |            |             |             |               |               | b.d                   | 18.                   |
| bieg przełajowy           | Hannes Miettinen                                  |            |            |             |             |               |               | b.d                   | 23.                   |
| bieg przełajowy drużynowo | Paavo Nurmi Heikki Liimatainen Teodor Koskenniemi |            |            |             |             |               |               | 10 pkt                | złoto                 |

Konkurencje techniczne
| Konkurencja    | Zawodnik         | Eliminacje | Eliminacje | Finał         | Finał         |
| Konkurencja    | Zawodnik         | Wynik      | Miejsce    | Wynik         | Miejsce       |
| -------------- | ---------------- | ---------- | ---------- | ------------- | ------------- |
| skok w dal     | Eero Lehtonen    | 6,285      | 16.        | Nie awansował | Nie awansował |
| skok w dal     | Hugo Lahtinen    | 6,19       | 19.        | Nie awansował | Nie awansował |
| trójskok       | Vilho Tuulos     | 14,505     | 1.         | 14,505        | złoto         |
| trójskok       | Ossian Nylund    | 13,74      | 7.         | Nie awansował | Nie awansował |
| skok o tyczce  | Jussi Ruoho      | 3,60       | 1.         | 3,40          | 12.           |
| pchnięcie kulą | Elmer Niklander  | 14,155     | 1.         | 14,155        | srebro        |
| pchnięcie kulą | Ville Pörhölä    | 14,035     | 3.         | 14,81         | złoto         |
| pchnięcie kulą | Armas Taipale    | 12,945     | 10.        | Nie awansował | Nie awansował |
| rzut dyskiem   | Elmer Niklander  | 44,685     | 1.         | 44,685        | złoto         |
| rzut dyskiem   | Armas Taipale    | 44,19      | 2.         | 44,19         | srebro        |
| rzut dyskiem   | Ville Pörhölä    | 38,19      | 8.         | Nie awansował | Nie awansował |
| rzut dyskiem   | Jonni Myyrä      | 37,00      | 12.        | Nie awansował | Nie awansował |
| rzut młotem    | Johan Pettersson | 41,76      | 11.        | Nie awansował | Nie awansował |
| rzut oszczepem | Urho Peltonen    | 63,605     | 1.         | 63,605        | srebro        |
| rzut oszczepem | Pekka Johansson  | 63,095     | 2.         | 63,095        | brąz          |
| rzut oszczepem | Jonni Myyrä      | 60,63      | 3.         | 65,78         | złoto         |
| rzut oszczepem | Juho Saaristo    | 60,045     | 5.         | 62,395        | 4.            |
| rzut ciężarem  | Johan Pettersson | 9,375      | 6.         | 9,375         | 6.            |
| rzut ciężarem  | Elmer Niklander  | 8,865      | 8.         | Nie awansował | Nie awansował |
| rzut ciężarem  | Ville Pörhölä    | 8,85       | 9.         | Nie awansował | Nie awansował |

| Zawodnik          | Konkurencje   | Konkurencje                | Wyniki                   | Punkty                   | Miejsce                  |
| ----------------- | ------------- | -------------------------- | ------------------------ | ------------------------ | ------------------------ |
| Eero Lehtonen     | pięciobój     | skok w dal                 | 6,635                    | 2                        | 2.                       |
| Eero Lehtonen     | pięciobój     | rzut oszczepem             | 54,67                    | 2                        | 2.                       |
| Eero Lehtonen     | pięciobój     | Bieg na 200 m              | 23,0                     | 1                        | 1.                       |
| Eero Lehtonen     | pięciobój     | rzut dyskiem               | 34,64                    | 7                        | 7.                       |
| Eero Lehtonen     | pięciobój     | Bieg na 1500 m             | 4:40,2                   | 2                        | 2.                       |
| Eero Lehtonen     | pięciobój     | Finał                      |                          | 14                       | złoto                    |
| Hugo Lahtinen     | pięciobój     | skok w dal                 | 6,595                    | 4                        | 4.                       |
| Hugo Lahtinen     | pięciobój     | rzut oszczepem             | 54,25                    | 3                        | 3.                       |
| Hugo Lahtinen     | pięciobój     | Bieg na 200 m              | 23,6                     | 5                        | 5.                       |
| Hugo Lahtinen     | pięciobój     | rzut dyskiem               | 31,12                    | 13                       | 13.                      |
| Hugo Lahtinen     | pięciobój     | Bieg na 1500 m             | 4:36,0                   | 1                        | 1.                       |
| Hugo Lahtinen     | pięciobój     | Finał                      |                          | 26                       | brąz                     |
| Ossian Nylund     | pięciobój     | skok w dal                 | 6,285                    | 8                        | 8.                       |
| Ossian Nylund     | pięciobój     | rzut oszczepem             | 48,65                    | 9                        | 9.                       |
| Ossian Nylund     | pięciobój     | Bieg na 200 m              | 25,2                     | 14                       | 14.                      |
| Ossian Nylund     | pięciobój     | rzut dyskiem               | 26,97                    | 15                       | 15.                      |
| Ossian Nylund     | pięciobój     | Bieg na 1500 m             | Nie stanął na starcie    | Nie stanął na starcie    | Nie stanął na starcie    |
| Ossian Nylund     | pięciobój     | Finał                      |                          | 47                       | 12.                      |
| Jonni Myyrä       | pięciobój     | skok w dal                 | 5,80                     | 16                       | 16.                      |
| Jonni Myyrä       | pięciobój     | rzut oszczepem             | Nie stanął na starcie    | Nie stanął na starcie    | Nie stanął na starcie    |
| Jonni Myyrä       | pięciobój     | Bieg na 200 m              | -                        | -                        | -                        |
| Jonni Myyrä       | pięciobój     | rzut dyskiem               | -                        | -                        | -                        |
| Jonni Myyrä       | pięciobój     | Bieg na 1500 m             | -                        | -                        | -                        |
| Jonni Myyrä       | pięciobój     | Finał                      |                          | 16                       | 19.                      |
| Eero Lehtonen     | dziesięciobój | bieg 100 m                 | 11,6                     | 762,0                    | 2.                       |
| Eero Lehtonen     | dziesięciobój | skok w dal                 | 6,555                    | 743,975                  | 1.                       |
| Eero Lehtonen     | dziesięciobój | pchnięcie kulą             | 10,66                    | 532                      | 15.                      |
| Eero Lehtonen     | dziesięciobój | skok wzwyż                 | 1,50                     | 398                      | 19.                      |
| Eero Lehtonen     | dziesięciobój | bieg 400 m                 | 54,4                     | 766,88                   | 3.                       |
| Eero Lehtonen     | dziesięciobój | rzut dyskiem               | -                        | -                        | -                        |
| Eero Lehtonen     | dziesięciobój | bieg na 110 m przez płotki | -                        | -                        | -                        |
| Eero Lehtonen     | dziesięciobój | skok o tyczce              | -                        | -                        | -                        |
| Eero Lehtonen     | dziesięciobój | rzut oszczepem             | -                        | -                        | -                        |
| Eero Lehtonen     | dziesięciobój | bieg na 1500 m             | -                        | -                        | -                        |
| Eero Lehtonen     | dziesięciobój | Finał                      |                          | Nie ukończył konkurencji | Nie ukończył konkurencji |
| Hugo Lahtinen     | dziesięciobój | bieg 100 m                 | 12,0                     | 666,8                    | 7.                       |
| Hugo Lahtinen     | dziesięciobój | skok w dal                 | 6,230                    | 664,350                  | 7.                       |
| Hugo Lahtinen     | dziesięciobój | pchnięcie kulą             | 10,06                    | 472                      | 18.                      |
| Hugo Lahtinen     | dziesięciobój | skok wzwyż                 | Nie ukończył konkurencji | Nie ukończył konkurencji | Nie ukończył konkurencji |
| Hugo Lahtinen     | dziesięciobój | bieg 400 m                 | -                        | -                        | -                        |
| Hugo Lahtinen     | dziesięciobój | rzut dyskiem               | -                        | -                        | -                        |
| Hugo Lahtinen     | dziesięciobój | bieg na 110 m przez płotki | -                        | -                        | -                        |
| Hugo Lahtinen     | dziesięciobój | skok o tyczce              | -                        | -                        | -                        |
| Hugo Lahtinen     | dziesięciobój | rzut oszczepem             | -                        | -                        | -                        |
| Hugo Lahtinen     | dziesięciobój | bieg na 1500 m             | -                        | -                        | -                        |
| Hugo Lahtinen     | dziesięciobój | Finał                      |                          | Nie ukończył konkurencji | Nie ukończył konkurencji |
| Valdemar Wickholm | dziesięciobój | bieg 100 m                 | 11,6                     | 683                      | 2.                       |
| Valdemar Wickholm | dziesięciobój | skok w dal                 | 6,12                     | 613                      | 11.                      |
| Valdemar Wickholm | dziesięciobój | pchnięcie kulą             | 11,44                    | 572                      | 5.                       |
| Valdemar Wickholm | dziesięciobój | skok wzwyż                 | 1,60                     | 464                      | 11.                      |
| Valdemar Wickholm | dziesięciobój | bieg 400 m                 | 52,8                     | 684                      | 1.                       |
| Valdemar Wickholm | dziesięciobój | rzut dyskiem               | 32,20                    | 510                      | 12.                      |
| Valdemar Wickholm | dziesięciobój | bieg na 110 m przez płotki | 16,8                     | 620                      | 5.                       |
| Valdemar Wickholm | dziesięciobój | skok o tyczce              | 3,00                     | 357                      | 9.                       |
| Valdemar Wickholm | dziesięciobój | rzut oszczepem             | 42,76                    | 482                      | 6.                       |
| Valdemar Wickholm | dziesięciobój | bieg na 1500 m             | 4:45,6                   | 645                      | 1.                       |
| Valdemar Wickholm | dziesięciobój | Finał                      |                          | 5630                     | 6.                       |
| Pekka Johansson   | dziesięciobój | bieg 100 m                 | 12,4                     | 571,6                    | 19.                      |
| Pekka Johansson   | dziesięciobój | skok w dal                 | 6,040                    | 617,8                    | 12.                      |
| Pekka Johansson   | dziesięciobój | pchnięcie kulą             | 11,69                    | 635                      | 1.                       |
| Pekka Johansson   | dziesięciobój | skok wzwyż                 | 1,55                     | 468                      | 15.                      |
| Pekka Johansson   | dziesięciobój | bieg 400 m                 | 1:00,2                   | 548,80                   | 20.                      |
| Pekka Johansson   | dziesięciobój | rzut dyskiem               | Nie stanął na starcie    | Nie stanął na starcie    | Nie stanął na starcie    |
| Pekka Johansson   | dziesięciobój | bieg na 110 m przez płotki | -                        | -                        | -                        |
| Pekka Johansson   | dziesięciobój | skok o tyczce              | -                        | -                        | -                        |
| Pekka Johansson   | dziesięciobój | rzut oszczepem             | -                        | -                        | -                        |
| Pekka Johansson   | dziesięciobój | bieg na 1500 m             | -                        | -                        | -                        |
| Pekka Johansson   | dziesięciobój | Finał                      |                          | Nie ukończył konkurencji | Nie ukończył konkurencji |

### Łyżwiarstwo figurowe
| Zawodnik                            | Konkurencja   | Wynik | Pozycja |
| ----------------------------------- | ------------- | ----- | ------- |
| Sakari Ilmanen                      | Soliści       | 30,0  | 5.      |
| Ludowika Jakobsson Walter Jakobsson | Pary sportowe | 7,0   | złoto   |

### Pięciobój nowoczesny
| Zawodnik         | Konkurencja   | Strzelanie | Strzelanie | Strzelanie | Pływanie              | Pływanie              | Pływanie              | Szermierka               | Szermierka               | Szermierka               | Jazda konna              | Jazda konna              | Jazda konna              | Bieg przełajowy          | Bieg przełajowy          | Bieg przełajowy          | Suma punktów             | Pozycja                  |
| Zawodnik         | Konkurencja   | Wynik      | M.         | Punkty     | Czas                  | M.                    | Punkty                | Wygrane                  | M.                       | Punkty                   | Kary                     | M.                       | Punkty                   | Czas                     | M.                       | Punkty                   | Suma punktów             | Pozycja                  |
| ---------------- | ------------- | ---------- | ---------- | ---------- | --------------------- | --------------------- | --------------------- | ------------------------ | ------------------------ | ------------------------ | ------------------------ | ------------------------ | ------------------------ | ------------------------ | ------------------------ | ------------------------ | ------------------------ | ------------------------ |
| Emil Hagelberg   | indywidualnie | 147        | 10.        | 10         | 5:42,2                | 3.                    | 3                     | b.d                      | 21.                      | 21                       | 11:32,0                  | 9.                       | 9                        | 15:18,2                  | 8.                       | 8                        | 51                       | 7.                       |
| Kalle Kainuvaara | indywidualnie | 97         | 23.        | 23         | Nie stanął na starcie | Nie stanął na starcie | Nie stanął na starcie | Nie ukończył konkurencji | Nie ukończył konkurencji | Nie ukończył konkurencji | Nie ukończył konkurencji | Nie ukończył konkurencji | Nie ukończył konkurencji | Nie ukończył konkurencji | Nie ukończył konkurencji | Nie ukończył konkurencji | Nie ukończył konkurencji | Nie ukończył konkurencji |

### Pływanie
Mężczyźni
| Konkurencja      | Zawodnik      | Eliminacje | Eliminacje | Półfinał | Półfinał | Finał  | Finał   |
| Konkurencja      | Zawodnik      | Czas       | Miejsce    | Czas     | Miejsce  | Czas   | Miejsce |
| ---------------- | ------------- | ---------- | ---------- | -------- | -------- | ------ | ------- |
| 200 m klasycznym | Arvo Aaltonen | 3:11,6     | 2.         | 3:12,4   | 2.       | 3:12,2 | brąz    |
| 400 m klasycznym | Arvo Aaltonen | 6:50,0     | 2.         | 6:45,0   | 1.       | 6:48,0 | brąz    |

### Podnoszenie ciężarów
| Konkurencja      | Zawodnik       | Wynik                    | Pozycja                  |
| ---------------- | -------------- | ------------------------ | ------------------------ |
| waga lekkociężka | Rudolf Ekström | Nie ukończył konkurencji | Nie ukończył konkurencji |

### Skoki do wody
Mężczyźni
| Konkurencja              | Zawodnik         | Eliminacje | Eliminacje | Finał         | Finał         |
| Konkurencja              | Zawodnik         | Wynik      | Pozycja    | Wynik         | Pozycja       |
| ------------------------ | ---------------- | ---------- | ---------- | ------------- | ------------- |
| wieża 10 m               | Kalle Kainuvaara | 160,0      | 4.         | Nie awansował | Nie awansował |
| wieża 10 m               | Yrjö Valkama     | 157,0      | 3.         | 167,5         | 6.            |
| skoki standard i dowolne | Lauri Kyöstilä   | 441,80     | 4.         | Nie awansował | Nie awansował |
| skoki standard i dowolne | Kalle Kainuvaara | 356,80     | 7.         | Nie awansował | Nie awansował |

### Strzelectwo
| Konkurencja                                   | Zawodnik                                                                            | Finał | Finał   |
| Konkurencja                                   | Zawodnik                                                                            | Wynik | Pozycja |
| --------------------------------------------- | ----------------------------------------------------------------------------------- | ----- | ------- |
| pistolet dowolny drużynowo                    | Frans Nässling Voitto Kolho Robert Tikkanen Nestor Toivonen Yrjö Kolho              | 252   | 11.     |
| karabin dowolny 3 pozycje                     | Voitto Kolho                                                                        | 974   | 7.      |
| karabin dowolny 3 pozycje                     | Vilho Vauhkonen                                                                     | 966   | b.d     |
| karabin dowolny 3 pozycje                     | Kalle Lappalainen                                                                   | 945   | b.d     |
| karabin dowolny 3 pozycje                     | Veli Nieminen                                                                       | 934   | b.d     |
| karabin dowolny 3 pozycje                     | Karl Magnus Wegelius                                                                | 849   | b.d     |
| karabin dowolny 3 pozycje drużynowo           | Voitto Kolho Vilho Vauhkonen Kalle Lappalainen Veli Nieminen Karl Magnus Wegelius   | 4668  | 4.      |
| karabin wojskowy 300 m leżąc                  | Vilho Vauhkonen                                                                     | 59    | 4.      |
| karabin wojskowy leżąc 300 m drużynowo        | Vilho Vauhkonen Kalle Lappalainen Veli Nieminen Karl Magnus Wegelius Voitto Kolho   | 281   | brąz    |
| karabin wojskowy stojąc 300 m                 | Karl Magnus Wegelius                                                                | 51    | b.d     |
| karabin wojskowy stojąc 300 m drużynowo       | Karl Magnus Wegelius Kalle Lappalainen Vilho Vauhkonen Voitto Kolho Nestor Toivonen | 235   | 7.      |
| karabin wojskowy 600 m leżąc                  | Karl Magnus Wegelius                                                                | 56    | b.d     |
| karabin wojskowy leżąc 600 m drużynowo        | Karl Magnus Wegelius Kalle Lappalainen Vilho Vauhkonen Voitto Kolho Veli Nieminen   | 268   | 8.      |
| karabin wojskowy leżąc 300 i 600 m drużynowo  | Veli Nieminen Kalle Lappalainen Karl Magnus Wegelius Voitto Kolho Vilho Vauhkonen   | 524   | 10.     |
| runda pojedyncza - sylwetka jelenia           | Yrjö Kolho                                                                          | 40    | 4.      |
| runda pojedyncza - sylwetka jelenia           | Robert Tikkanen                                                                     | 40    | 5.      |
| runda pojedyncza - sylwetka jelenia drużynowo | Nestori Toivonen Yrjö Kolho Karl Magnus Wegelius Robert Tikkanen Kalle Lappalainen  | 159   | srebro  |
| runda podwójna - sylwetka jelenia drużynowo   | Robert Tikkanen Karl Magnus Wegelius Nestori Toivonen Yrjö Kolho Vilho Vauhkonen    | 285   | brąz    |
| trap indywidualnie                            | Veli Nieminen                                                                       | b.d   | b.d     |

### Zapasy
| Konkurencja                   | Zawodnik           | 1/16 finału          | 1/8 finału          | Ćwierćfinał          | Półfinał                                                        | Finał                               | Miejsce       |
| Konkurencja                   | Zawodnik           | Przeciwnik Wynik     | Przeciwnik Wynik    | Przeciwnik Wynik     | Przeciwnik Wynik                                                | Przeciwnik Wynik                    | Miejsce       |
| ----------------------------- | ------------------ | -------------------- | ------------------- | -------------------- | --------------------------------------------------------------- | ----------------------------------- | ------------- |
| styl klasyczny waga piórkowa  | Oskari Friman      |                      | Daniel Gallery W    | Fritiof Svensson W   | Sander Boumans W                                                | Heikki Kähkönen W                   | złoto         |
| styl klasyczny waga piórkowa  | Heikki Kähkönen    |                      | Adrian Brian W      | Aage Torgensen W     | Eduard Pütsep W                                                 | Oskari Friman p Sander Boumans W    | srebro        |
| styl klasyczny waga lekka     | Emil Väre          | Fritz Christiansen W | Louis Rohou W       | Frits Janssens W     | Charles Frisenfeldt W                                           | Taavi Tamminen W                    | złoto         |
| styl klasyczny waga lekka     | Taavi Tamminen     |                      | František Kopřiva W | Richard Frydenlund W | Frithjof Andersen W Frits Janssens W                            | Emil Väre p Charles Frisenfeldt W   | .             |
| styl klasyczny waga średnia   | Matti Perttilä     | Oscar Cornelis W     | Svend Nielsen W     | Carl Fältström W     | Calle Westergren p Emiel Vanderleenden W Johannes Eillebrecht W | Arthur Lindfors p Sjur Johnsen W    | .             |
| styl klasyczny waga średnia   | Arthur Lindfors    | Emil Christensen W   | Sjur Johnsen W      | Jan Balej W          | Henry Szymanski W                                               | Calle Westergren p Matti Perttilä W | srebro        |
| styl klasyczny waga półciężka | Edil Rosenqvist    |                      | Edil Rosenqvist p   | Axel Tetens W        | Johannes Eriksen W                                              | Nie awansował                       | srebro        |
| styl klasyczny waga półciężka | Anders Rajala      |                      | František Tázler W  | Émile Walhen p       | Nie awansował                                                   | Nie awansował                       | Nie awansował |
| styl klasyczny waga ciężka    | Adolf Lindfors     | André Gasiglia W     | Edward Willkie W    | Edmond Dame W        | Poul Hansen W                                                   | Anders Ahlgren W                    | złoto         |
| styl klasyczny waga ciężka    | Martti Nieminen    |                      | Emil Larsen W       | Poul Hansen p        | Edward Willkie W                                                | Alexander Weyand W                  | brąz          |
| styl wolny waga piórkowa      | Kaarlo Mäkinen     |                      | Sam Gerson p        | Nie awansował        | Nie awansował                                                   | Nie awansował                       | Nie awansował |
| styl wolny waga lekka         | Kalle Anttila      |                      | Jules Deligny W     | Joseph Shimmon W     | August Thijs W                                                  | Gottfrid Svensson W                 | złoto         |
| styl wolny waga średnia       | Väinö Penttala     | Charles Backsman W   | Edgar Bacon W       | Henri Derkinderen W  | Angus Frantz W                                                  | Eino Aukusti Leino P                | srebro        |
| styl wolny waga średnia       | Eino Aukusti Leino | wolny los            | Léonard Bron W      | Frits Janssens W     | Charley Johnson W                                               | Väinö Penttala W                    | złoto         |
| styl wolny waga półciężka     | Johan Gallén       |                      | Hyacinthe Roosen W  | Anders Larsson p     | Nie awansował                                                   | Nie awansował                       | Nie awansował |
| styl wolny waga półciężka     | Emil Westerlund    |                      | Noel Rhys W         | Walter Maurer p      | Nie awansował                                                   | Nie awansował                       | Nie awansował |
| styl wolny waga ciężka        | Jussi Salila       |                      |                     | Robert Roth p        | Nie awansował                                                   | Nie awansował                       | Nie awansował |
| styl wolny waga ciężka        | Sven Mattsson      |                      |                     | Nat Pendleton p      | Nie awansował                                                   | Nie awansował                       | Nie awansował |